# 陈育煌
陈育煌，男、中共政治人物、中共黨員、福建仙游人 

## 生平
長期在福建省公安系統任職，歷任福建省三明市副市长、市公安局局长、廈門市副市長、廈門市公安局局長、吉林省公安厅厅长。